# Louis Joseph de Brechainville
Louis Joseph Desnoyers hrabě de Brechainville (Ludwig Joseph Graf Desnoyers von Brechainville) (18. březen 1732, Brechainville – 10. února 1799, Praha) byl rakouský generál francouzského původu. Od mládí sloužil v císařské armádě, sňatkem se spříznil s rodinou Kinských a dlouhodobě pobýval v paláci Kinských v Nerudově ulici. Ve vojsku dosáhl hodnosti polního podmaršála a v letech 1789–1791 zastával post vrchního velitele v Českém království.

## Životopis

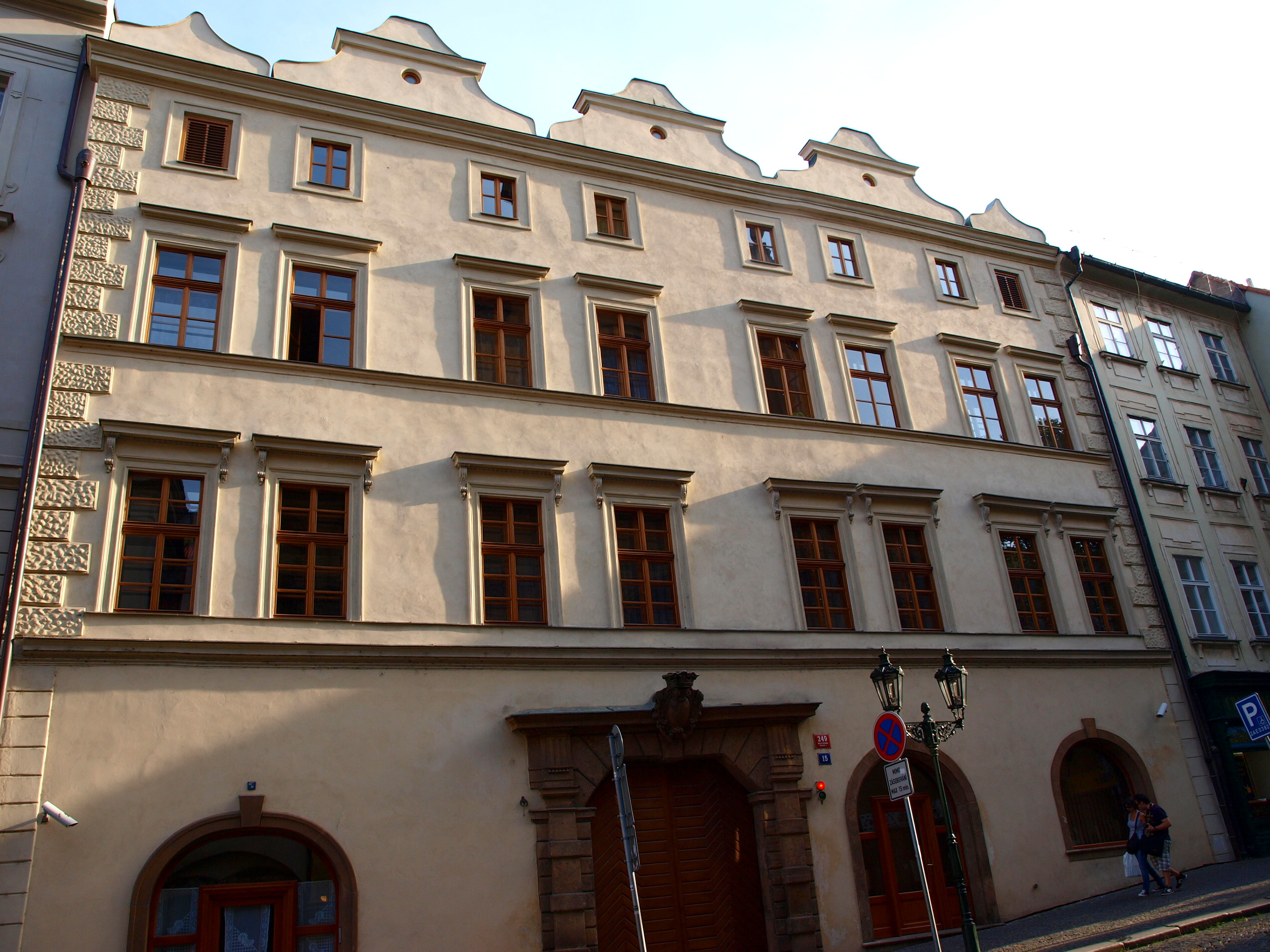
Palác Kinských v Nerudově ulici v Praze, sídlo Louise de Brechainville

Pocházel ze starého šlechtického rodu z Lotrinska, který se prostřednictvím sňatku vévody Františka Štěpána Lotrinského s Marií Terezií dostal do služeb Habsburské monarchie. Louis Joseph za sedmileté války vstoupil do císařské armády a v roce 1761 dosáhl hodnosti majora. V roce 1762 mu byl potvrzen hraběcí titul v Rakousku. O rok později se sblížil s českým prostředím, když se oženil s Marií Terezií Capece di Rofrano (1715–1778), vdovou po hraběti Leopoldu Kinském. S ní později obýval palác Kinských v Nerudově ulici, který si Marie Terezie pronajala od syna z prvního manželství, Františka Ferdinanda Kinského. Brechainville postupoval v hodnostech (podplukovník 1765, plukovník 1768, generálmajor 1773), stal se též císařským tajným radou. Nakonec dosáhl hodnosti polního podmaršála (1784) a závěr aktivní vojenské kariéry strávil jako vrchní velitel v Českém království (1789–1791). Po odchodu do výslužby žil nadále v Praze, kde také zemřel.